# بت وومن (مجموعه تلویزیونی)
بت وومن (به انگلیسی: Batwoman) یک سریال تلویزیونی ابرقهرمانی آمریکایی است که توسط کارولین دریس برای شبکه سی‌دابلیو بر اساس شخصیتی از دی‌سی کامیکس به همین نام ساخته شده است، و بخشی از فرنچایز رسانه‌ای ارو ورس است. این سریال در ۶ اکتبر ۲۰۱۹ پخش شد و به مدت سه فصل تا ۲ مارس ۲۰۲۲ پخش شد. فصل اول حول محور کیت کین، دختر عموی بروس وین می‌چرخد که در غیاب او تبدیل به بت‌وومن می‌شود. فصل دوم و سوم بر روی جنایتکار سابق، رایان وایلدر تمرکز دارد که از شهر گاتهام در نقش بت‌وومن محافظت می‌کند. توسعه سریال بت‌وومن در سال ۲۰۱۸، پس از اینکه اعلام شد کیت در کراس اوور ارو ورس، «جهان‌های دیگر» ظاهر خواهد شد، آغاز شد. روبی رز در همان سال برای بازی در نقش کیت انتخاب شد و بت‌وومن در سال ۲۰۱۹ سفارش سریال دریافت کرد. مدت کوتاهی پس از پایان فصل اول، رز از سریال خارج شد و جاویشیا لسلی در نقش رایان، شخصیتی اصلی که برای جانشینی کیت خلق شده بود، انتخاب شد. پس از توقف سریال، لزلی در فصل نهم و آخرین فصل فلش به عنوان شخصیت اصلی خط داستانی «جنگ سرخ» ظاهر شد.

## بازیگران و شخصیت‌ها
- روبی رز (فصل ۱) و والیس دی (فصل ۲ و ۳) در نقش کیت کین/بت‌وومن/سایرس سیونس:[۲] دختر عموی دوم مادری بروس وین که با اشتیاق به عدالت اجتماعی و استعداد صحبت کردن با او مسلح شده بود. او وقت خود را وقف دفاع از گاتهام در غیاب بتمن می‌کند. گریسین شینیئی کیت جوان‌تر را به تصویر می‌کشد. پس از ناپدید شدن در ابتدای فصل دوم، هنگامی که انجمن چهره دروغین باعث سقوط هواپیمای او می‌شود، او توسط رهبر انجمن نجات می‌یابد، که او را با جراحی تغییر می‌دهد تا شبیه دختر مرحومش شود.[۲]
- ریچل اسکارستن در نقش بت کین/آلیس: خواهر دوقلوی احتمالاً مرده کیت و رهبر گروه عجایب با اختلال تجزیه هویت که قصد دارد احساس امنیت در گاتهام را از بین ببرد. اسکارستن همچنین نسخه دیگری از بت را به تصویر کشید که در جریان «بحران در زمین‌های بی‌نهایت» از زمین مادری خود آواره شد و در زمین جدید ظاهر شد. این نسخه در تصادف رانندگی گم نشد. او بعداً توسط آگوست کارترایت کشته شد که او را با آلیس اشتباه گرفت.

## پخش

### پخش در تلویزیون
این سریال در ۶ اکتبر ۲۰۱۹ در شبکه سی‌دابلیو پخش شد، در نیوزلند، سریال در یک سرویس پخش رایگان به نام TVNZ OnDemand پخش شد، در بریتانیا، این سریال در شبکه E4 نشان داده شده است و در کانادا، از شبکهٔ شوکیس پخش شد.

### رسانه‌های خانگی
فصل اول این سریال بر روی دی‌وی‌دی و دیسک بلوری در ۱۸ اوت ۲۰۲۰ منتشر شد. از ویژگی‌های این نسخه‌ها می‌توان به صحنه‌های حذف‌شده، حلقه‌های گگ، نکات برجسته از پانل‌های کامیک-کان سن دیگو 2019 DCTV، و قرار گرفتن قسمت‌های پشت صحنه با عنوان «در مجموعه» اشاره کرد. این نسخه همچنین شامل یک دیسک جایزه با هر پنج قسمت از رویداد متقاطع بحران در زمین‌های بیکران بود. فصل ۲ و ۳ هم بر روی دی‌وی‌دی و دیسک بلوری به ترتیب در تاریخ‌های ۲۱ سپتامبر ۲۰۲۱ و ۱۲ ژوئیه ۲۰۲۲ منتشر شدند. این نسخه‌ها نیز شامل صحنه‌های حذف شده و قسمت‌های پشت صحنه بودند.